# Call Me
Call Me — пісня гурту Blondie, випущена 1980 року. Вийшла в альбомі American Gigolo, а також як сингл.
Ця пісня потрапила до списку 500 найкращих пісень усіх часів за версією журналу Rolling Stone Пісня досягала перших сходинок у чартах США, Великої Британії та Канади.
- фрагмент пісніⓘ